# Асфандияров, Анвар Закирович
Анва́р Заки́рович Асфандия́ров (баш. Әнүәр Зәкир улы Әсфәндиәров; 15 мая 1934, Чингизово, Башкирская АССР — 4 февраля 2014, Уфа) — советский и российский историк, кандидат исторических наук (1970), профессор, кавалер ордена Салавата Юлаева (2004).

## Биография
Родился 15 мая 1934 года в деревне Чингизово Баймакского района Башкирской АССР. Мать умерла рано, а отец, Закир Асфандияров, пропал без вести в 1941 году на Воронежском фронте. Анвар воспитывался в Ямашевском, затем в Баймакском детдоме.
В 1953 году окончил башкирскую среднюю школу № 9 г. Уфы, в 1958 — исторический факультет Московского государственного университета имени М. В. Ломоносова.
В 1958—1965 годы преподавал в Республиканской школе-интернате № 1 г. Уфы (ныне Башкирская республиканская гимназия-интернат имени Рами Гарипова).
С января по ноябрь 1965 года работал в Башкирском медицинском институте. С ноября 1965 года по ноябрь 1968 года обучался в аспирантуре Института истории, языка и литературы Башкирского филиала АН СССР.
В 1968—1974 годы — младший, старший научный сотрудник Института истории, языка и литературы Башкирского филиала АН СССР.
С 1974 года работал на историческом факультете Башкирского государственного университете (ныне Уфимский университет науки и технологий): старший преподаватель, доцент, с 1996 года — профессор кафедры отечественной истории.
Скончался 4 февраля 2014 года в Уфе.

## Научная деятельность
Основное направление научных исследований — история социально-экономического и культурного развития Башкортостана и России в XVIII—XIX вв., кантонной системы, сёл и деревень Башкортостана.
Автор 320 научных работ, в том числе 20 монографий, учебного пособия для вузов республики «История Башкортостана с древнейших времен до 1917 г.» (Уфа, 1991, Ч.1), учебника «История Башкортостана» для 8-9 классов СШ РБ (Уфа, 1993—2007), а также «Историко-культурного энциклопедического атласа Республики Башкортостан».

### Избранные труды
- Асфандияров А. З. История сёл и деревень Башкортостана: Справочник.
  - Кн. 1: Учалинский, Абзелиловский, Бурзянский, Аургазинский, Стерлитамакский, Мелеузовский, Куюргазинский районы. — Уфа: Китап, 1991. — 222 с. ISBN 5-295-02027-4
  - Кн. 2: Баймакский, Белорецкий, Архангельский, Ишимбайский, Стерлибишевский, Федоровский, Кугарчинский, Гафурийский, Кармаскалинский, Уфимский, Белтачевский, Краснокамский, Ермекеевский районы. — Уфа: Башк. кн. изд-во , 1991. — 191 с. ISBN 5-295-00573-9
  - Кн. 3. — Уфа: Китап, 1993. — 208 с. — На пер. авт. не указан. — ISBN 5-295-01143-7
  - Кн. 4: Шаранский, Туймазинский, Илишевский, Аскинский районы. — Уфа: Китап, 1993. — 205 с. ISBN 5-295-01345-6
  - Кн. 5: Татышлинский, Янсульский, Бураевский районы. — Уфа: Китап, 1994. — 173 с. ISBN 5-295-01457-6
  - Кн. 6: Кушнаренковский, Чекмагушевский, Дюртюлинский районы. — Уфа: Китап, 1995. — 147 с. ISBN 5-295-01673-0
  - Кн. 7: Альшеевский, Миякинский, Нуримановский, Иглинский, Бижбулякский, Давлекановский районы. — Уфа: Китап, 1997. — 189 с. ISBN 5-295-01916-0
  - Кн. 8: Башкирские деревни Пермской и Свердловской областей. — Уфа: Китап, 1999.
  - Кн. 9: Караидельский, Дуванский, Салаватский, Кигинский, Мечетлинский, Белокатайский районы. — Уфа: Китап, 2001.
  - Кн. 10: История башкирских деревень Саратовской и Самарской областей. — Уфа: Китап, 2002.
- Асфандияров А. З. Аулы мензелинских башкир. — Уфа: Китап, 2009. — 600 с. — 3000 экз. — ISBN 978-5-295-04952-1.
- Асфандияров А. З. Башкирские деревни Самарской области // Ватандаш. — 2005. — № 4. — С. 192—199.
- Асфандияров А. З. Башкирские деревни Саратовской области // Ватандаш. — 2004. — № 4. — С. 182—190.
- Асфандияров А. З. Башкирские деревни Свердловской области // Экономика и управление. — 2001. — № 9. — С. 40-47.
- Асфандияров А. З. Западные башкиры // Башљортостан уљытыусыћы. — 1990. — № 8. — С. 65-67.
- Асфандияров А. З. Из истории башкирских деревень Стерлибашевского района // Ватандаш. — 1999. — С. 29-33.
- Асфандияров А. З. Из истории башкирских и смешанных деревень Ермекеевского района // Ватандаш. — 1999. — № 12. — С. 31-35.
- Асфандияров А. З. Из истории башкирских и тептярских деревень Шаранского района // Ватандаш. — 1999. — № 4. — С. 22-31.
- Асфандияров А. З. Из истории башкирских сёл и деревень Аскинского района // Ватандаш. — 1998. — № 1. — С. 31-44.
- Асфандияров А. З. Из истории башкирских сёл и деревень Балтачевского района // Ватандаш. — 1998. — № 5. — С. 38-44.
- Асфандияров А. З. Из истории башкирских сёл и деревень Бураевского района : [из кн. А. Асфандиярова «История сёл и деревень Башкортостана»] // Ватандаш. — 1998. — № 2. — С. 39-46.
- Асфандияров А. З. Из истории башкирских сёл и деревень Давлекановского района // Ватандаш. — 1999. — № 9. — С. 40-45.
- Асфандияров А. З. Из истории башкирских сёл и деревень Илишевского района // Ватандаш. — 1998. — № 4. — С. 42-56.
- Асфандияров А. З. Из истории башкирских сёл и деревень Караидельского района // Ватандаш. — 1998. — № 6. — С. 22-28.
- Асфандияров А. З. Из истории башкирских сёл и деревень Миякинского района // Ватандаш. — 2000. — № 3. — С. 29-34.
- Асфандияров А. З. Из истории башкирских сёл и деревень Чекмагушевского района // Ватандаш. — № 7. — С. 41-47.
- Асфандияров А. З. Из истории сёл и деревень Учалинского района // Ватандаш. — 1999. — № 2. — С. 33-45.
- Асфандияров А. З. История башкирских сёл и деревень Дюртюлинского района // Ватандаш. — 1997. — № 2. — С. 32-41.
- Асфандияров А. З. История башкирских сёл и деревень Янаульского района // Ватандаш. — 1997. — № 4. — С. 48-58.
- Асфандияров А. З. История Бирска и башкирских сёл района // Ватандаш. — 1998. — № 3. — С. 33-35.
- Асфандияров А. З. Башкирия после вхождения в состав России (вторая половина XVI — первая половина XIX в.). — Уфа: Китап, 2006. — 504 с. ISBN 5-295-03861-0

## Награды и звания
- Орден Салавата Юлаева (2004)[4]
- Орден Дружбы народов (2009)
- Заслуженный работник культуры Башкирской АССР (1985)
- Отличник Высшей школы СССР (1984)
- Государственная премия Республики Башкортостан в области науки и техники (2007) — за монографии «Кантонное управление в Башкирии (1798—1865 гг.)», «Олатайзарзын бар тарихы…» и серию работ по истории сёл и деревень Башкортостана, а также башкирских деревень Саратовской, Самарской, Пермской и Свердловской областей Российской Федерации[5]
- Уральская премия имени Владимира Бирюкова (1994) — за пятитомное издание «История сёл и деревень Башкирии»[6]
- Почётная грамота Президиума Верховного Совета Башкирской АССР (1983)[7]
- Международная общественная премия имени А.-З. Валиди.

### Видеозаписи
- «Историк Анвар Асфандияров» на YouTube
- «Уҙаман: Әнүәр Әсфәндиәров» на YouTube